# 藤原済時
藤原 済時（ふじわら の なりとき、天慶4年〈941年〉 - 長徳元年〈995年〉）は、平安時代中期の公卿。左大臣・藤原師尹の次男。官位は正二位・大納言、左大将、贈右大臣。

## 経歴
天徳2年（958年）叙爵（従五位下）し、翌天徳3年（959年）侍従に任ぜられる。左近衛少将・五位蔵人・右中弁を経て、康保4年（967年）正月に従四位下・蔵人頭に叙任される。同年5月の村上天皇の崩御に伴って蔵人頭を辞任するが、冷泉天皇が践祚すると8月に蔵人頭に再任された。
安和2年（969年）3月に発生した安和の変で中心的な役割を果たした父・師尹は左大臣に昇り、4月には済時も右近衛中将に任ぜられる。同年9月に円融天皇が即位すると、済時は自身の春宮権亮の功労に加えて、父・師尹の東宮傅としての功労も合わせて、一挙に三階昇進して従三位に叙せられ公卿に列す。翌天禄元年（970年）参議に任官。
円融朝では、天延3年（975年）権中納言、貞元3年（978年）正三位・中納言、天元2年（979年）従二位、永観元年（983年）権大納言と順調に昇進する。またこの間の貞元2年（977年）には、関白・藤原兼通が瀕死の重病をおして参内し、摂関を争った藤原兼家から右近衛大将の官職を取り上げて、居並ぶ公卿達を顧みて大将を欲する者はないかと問うた際、言葉も出ない公卿達を横目に、済時は敢えて進み出て希望し、右近衛大将に任じられている。
酒を通じて関白・藤原道隆に近く、一条朝初期において大納言・藤原朝光らと共によく道隆を補佐した。正暦2年（991年）正二位・大納言に至る。長徳元年（995年）4月23日大流行していた疱瘡により、道隆・朝光らと相前後して薨去。享年55。
死後、長和元年（1012年）になって娘・娍子が三条天皇の皇后となったため、右大臣を追贈された。

## 人物・逸話
全体的に虚栄心が強く気難しい人物であったと評されている。たとえば、村上天皇が済時の妹・芳子に箏を教えるのを横で聴いていただけで自分がその達人になってしまったと思い、人々からもそのように評されながらも、あまりにもったいぶって演奏を出し惜しみし世間から批判されたこと、自分への進物を庭に並べて来客に見せびらかしたこと、痴者と言われた甥の永平親王に饗宴の接待をさせ大恥をかいたこと、などの逸話が残されている。
その一方で有職故実に通じており、のちに故実の大家となる藤原実資は、中宮藤原遵子の中宮大夫を務めていた済時の部下（中宮亮）となった際に、済時を「可堪任者」と高く評価して、しばしば故実の教えを乞うたことを記している。
日記として『済時記』があったが、散逸して今日では逸文のみが残されている。
藤原忠輔は常に空を見上げていたことから世の人より「仰ぎ中納言」と呼ばれた。文章生から始めて職を重ねて出世し、60を越えて中納言になった忠輔がまだ右中弁のころ、（前出のように右大将となっていた）済時が戯れて「今、天に何かあるのか」と訊ねた。忠輔は大将を犯す星が現れていると冗談で答えたところ、済時はいくほどを経たずして亡くなったという話が伝わる 。

## 官歴
『公卿補任』による。
- 天徳2年（958年） 正月7日：従五位下（故康子内親王天暦10年給）。2月14日：昇殿
- 天徳3年（959年） 正月26日：侍従
- 天徳4年（960年） 正月25日：左衛門佐
- 応和元年（961年） 8月7日：左近衛少将
- 応和2年（962年） 正月16日：五位蔵人。正月26日：兼伊予介
- 応和4年（964年） 正月7日：従五位上。3月27日：兼近江介
- 康保2年（965年） 正月7日：正五位下（東宮御給）
- 康保3年（966年） 9月27日：右中弁、左少将如元
- 康保4年（967年） 正月7日：従四位下。正月25日：蔵人頭。5月25日：止蔵人頭、辞左少将。6月16日：昇殿。8月16日：蔵人頭。9月1日：東宮昇殿。11月29日：兼侍従
- 康保5年（968年） 2月5日：左中弁。11月23日：従四位上（中宮御給）
- 安和2年（969年） 2月7日：兼春宮権亮、止侍従。4月28日：右近衛中将、止左中弁。8月13日：春宮亮。9月23日：従三位（師尹東宮傅労）、左中将春宮亮如元。11月11日：止春宮亮。12月19日：昇殿
- 安和3年（970年） 正月27日：左兵衛督。8月5日：参議、左兵衛督如元
- 天禄2年（971年） 正月27日：兼讃岐守
- 天延3年（975年） 正月26日：権中納言
- 貞元2年（977年） 10月11日：右近衛大将
- 貞元3年（978年） 正月7日：正三位。10月2日：中納言
- 天元2年（979年） 3月28日：従二位（八幡行幸行事賞）
- 天元5年（982年） 3月11日：中宮大夫
- 永観元年（983年） 8月23日：権大納言、大将大夫如元
- 永延2年（988年） 正月7日：正二位（大将労）
- 永祚2年（990年） 6月1日：左近衛大将。10月5日：皇后宮大夫
- 正暦2年（991年） 9月7日：大納言、大将大夫如元
- 正暦4年（993年） 正月13日：按察使
- 長徳元年（995年） 4月23日：辞左大将
- 長和元年（1012年） 4月：贈右大臣

## 系譜
注記のないものは『尊卑分脈』による。
- 父：藤原師尹
- 母：藤原定方の娘
- 妻：源延光の娘
  - 男子：藤原相任[2]（971 - 986）
  - 男子：藤原通任[2]（974 - 1039）　
  - 長女：藤原娍子[2]（972 - 1025） - 三条天皇皇后、敦明親王（小一条院）母
  - 次女：敦道親王妃[2]
- 妻：源能正の娘
- 妻：源兼忠の娘
  - 男子：藤原為任[6]（? - 1045）
- 生母不詳の子女
  - 男子：念覚[7]（967 - 1030）
  - 男子：宗覚
- 養子女
  - 養子：藤原実方（? - 999） - 藤原定時の子

済時の息子は母親が詳らかでなく、通任の母は源延光の娘・源能正の娘・源兼忠の娘の説があり、為任の母は源能正の娘・源兼忠の娘の説がある。